# Helmet Steel Airborne Troop
Helmet Steel Airborne Troop — британская стальная каска времён Второй мировой войны.

## История
Шлем был разработан в 1941 году для британских воздушно-десантных войск, их изготовление было освоено на заводе "Briggs Motor Bodies" в Дагенеме (на восточной окраине Лондона). Первые прототипы поступили в подразделения в 1942 году. В дальнейшем, каски этого типа поступили на вооружение десантных частей, формируемых в колониях и доминионах Британской империи (в частности, в Индии, где в мае 1941 года была сформирована 50-я индийская десантная бригада, а в октябре 1941 года — 44-я десантная бригада).
В дальнейшем, такие каски получила сформированная в октябре 1942 года на территории Великобритании 1-я польская парашютно-десантная бригада полковника С. Сосабовского (19 сентября 1944 года десантированная в Голландии в ходе операции "Market Garden"). На касках польской бригады желтой краской было нанесено изображение орла.
В ноябре 1942 года парашютно-десантное подразделение (также получившее стандартную британскую экипировку) начали создавать в Австралии.
После раздела Британской Индии в 1947 году парашютная школа в Чаклале и часть подразделений 44-й воздушно-десантной дивизии (созданной в 1944 году на основе ранее сформированных на территории Индии десантных частей) остались на территории Пакистана. В результате, каски HSAT (вместе с другим снаряжением и военным имуществом подразделений) оказались на вооружении Индии и Пакистана.
В 1970е годы для воздушно-десантных войск Великобритании был разработан новый шлем M76.

## Описание
Каска массой 1,245 кг изготовлена из немагнитной стали с добавлением марганца, окрашивалась масляной краской в защитный цвет, имеет изнутри демпфер (в виде кольца из вулканизированной резины) для смягчения ударов и снабжена подшлемником. Выпускалась в нескольких незначительно отличавшихся вариантах исполнения.